# Gamasiphis pinguis
Gamasiphis pinguis är en spindeldjursart som beskrevs av Wolfgang Karg 1990. Gamasiphis pinguis ingår i släktet Gamasiphis och familjen Ologamasidae. Inga underarter finns listade i Catalogue of Life.